# Hanhui
Hanhui, également orthographié Hanhoui, est une localité située dans le département de Boussouma de la province du Sanmatenga dans la région Centre-Nord au Burkina Faso.

## Éducation et santé
Le centre de soins le plus proche de Hanhui est le centre médical avec antenne chirurgicale (CMA) de Boussouma tandis que le centre hospitalier régional (CHR) se trouve à Kaya.
Le village accueille une école primaire publique.